# Strzępiak białowłóknisty
Strzępiak białowłóknisty (Inocybe abjecta P. Karst.) – gatunek grzybów należący do rodziny strzępiakowatych (Inocybaceae).

## Systematyka i nazewnictwo
Pozycja w klasyfikacji według Index Fungorum: Inocybe, Inocybaceae, Agaricales, Agaricomycetidae, Agaricomycetes, Agaricomycotina, Basidiomycota, Fungi.
Po raz pierwszy opisał go w 1879 r. Petter Adolf Karsten. Według Index Fungorum jest to takson niepewny.
Nazwę polską zaproponował Władysław Wojewoda w 2003 r.

## Morfologia
Kapelusz
Średnica 1–1,8 cm, stożkowaty, stożkowo-dzwonkowaty do wypukłego. początkowo z garbkiem, później bez. Powierzchnia włóknista, koloru brązowego, mniej więcej jednolita z resztkami szarobiaławej osłony na wierzchołku. Brzeg prosty, nie prążkowany.
Blaszki
Gęste, karbowane, szaro-brązowe z jaśniejszymi ostrzami.
Trzon
Wysokość 2,3–3,5 cm, grubość 0,2–0,3 cm, cylindryczny, mniej więcej regularny lub rozszerzony u nasady, ale bez bulwy. Powierzchnia włóknista, w górnej połowie lub dwóch trzecich górnej części ochrowa z lekko winnymi odcieniami i białokremowa w dolnej części, u młodych owocników z resztkami osłony. Włókienka białawe, w dolnej części dużo gęstsze.
Miąższ
Cienki, białobrązowy o zapachu rzodkiewkowym.
Cechy mikroskopowe
Zarodniki cylindryczno-elipsoidalne, gładkie, z lekkim zagłębieniem nadwnękowym, żółtawe (10,7) 11,2–11,7–13,4 (14,4) x (6,07) 6,2–6,3–7,3 (7,7) µm, Q= 1,57–2,1. Podstawki 4-zarodnikowe. Cheilocystydy cylindryczno-workowate, liczne, z tępym wierzchołkiem bez kryształów. Pozytywna reakcja na amoniak. Szkieletocystydy gruszkowate do maczugowatych. Kaulocystydy cylindryczne, wydłużone, wrzecionowate. Skórka utworzona przez krótkie, cylindryczne, równoległe strzępki.

## Występowanie i siedlisko
Podano występowanie strzępiaka białowłóknistego w Europie, Ameryce Północnej i Rosji. W piśmiennictwie naukowym na terenie Polski do 2003 r. podano jego 5 stanowisk. Na Czerwonej liście roślin i grzybów Polski ma status E – gatunek wymierający, którego przeżycie jest mało prawdopodobne, jeśli nadal będą działać czynniki zagrożenia.
Grzyb naziemny występujący w lasach i parkach. W Polsce owocniki znajdywano od lipca do października.